# Ahoj-Brause

Logo der eingetragenen Bild-/Wortmarke

Ahoj-Brause ist der Markenname eines in Deutschland seit 1925 hergestellten Brausepulvers und weiterer Brauseprodukte, symbolisiert durch einen blaugekleideten Matrosen. Abgeleitet ist der Name von dem Seemannsruf ahoi. Das Pulver wird in Tütchen verkauft.
Eigentümer der Marke ist nach Aufkauf der ursprünglichen Herstellers Frigeo das deutsche Süßwarenunternehmen Katjes. Ahoj und der blaue Matrose gehören zu den ältesten und bekanntesten deutschen Marken.

## Geschichte

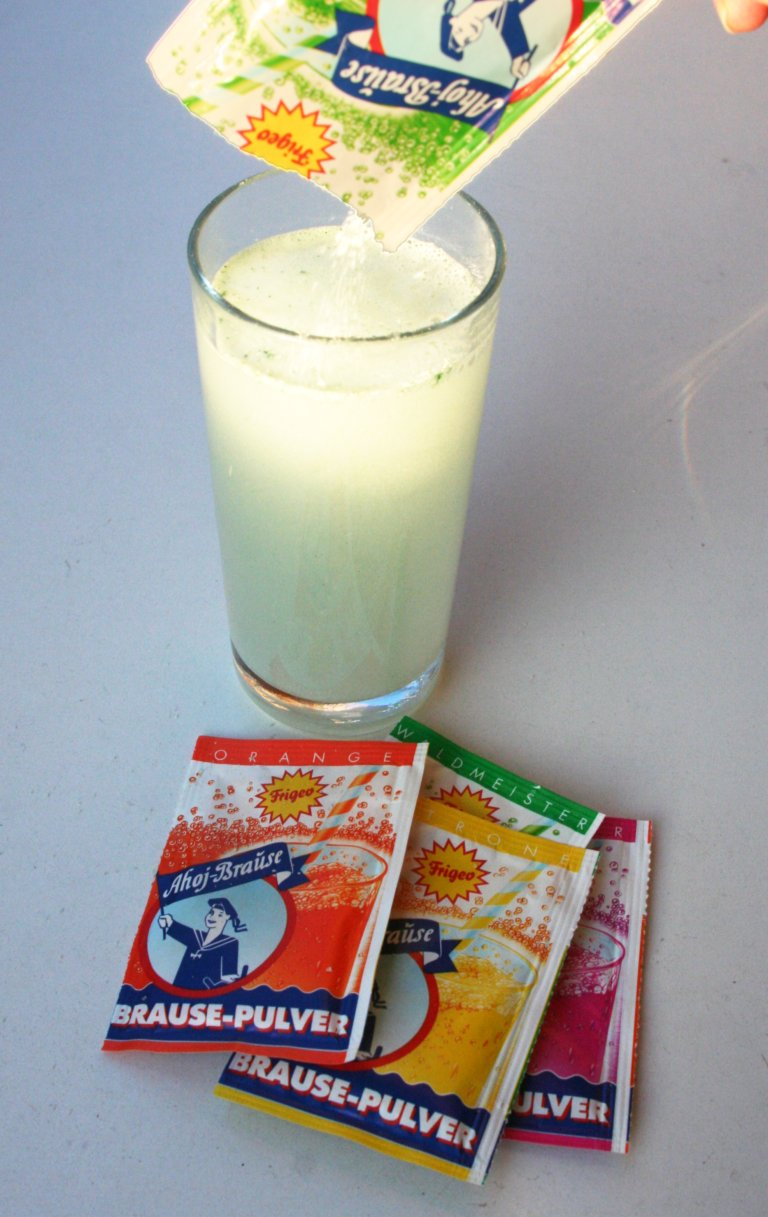
Ahoj-Brause-Pulver von Frigeo

1925 gründeten Theodor Beltle aus Stuttgart-Bad Cannstatt und sein Schwager Robert Friedel die Robert Friedel GmbH (Frigeo), die Friedel-Brause als „Brauselimonaden-Pulver für alle Bevölkerungsschichten“ herstellte. Anfangs kam die Brause in dreieckigen Tütchen in den Handel, in denen sich zwei getrennte Tabletten mit Natron und Weinsäure befanden, die zusammen in Wasser gegeben werden mussten. Als Geschmacksrichtungen wurden zunächst Orange und Zitrone angeboten.
Beltle experimentierte weiter mit Natron und Weinsäure und schuf daraus ein Brauselimonadenpulver. Seine Rezeptur ist über die Jahre hinweg gleich geblieben. Im Jahr 1930 löste das Pulver die Tabletten ab und es kamen neue Geschmacksrichtungen, etwa Waldmeister und Himbeere, erstmals unter der Marke „Ahoj“ in den Handel. In den Jahren während des Zweiten Weltkrieges stoppte die Produktion für kurze Zeit, doch schon 1947 erreichte das Unternehmen unter Leitung von Theodor Beltle Vorkriegskapazitäten. Im Jahre 1953 wurde wegen steigender Nachfrage der Produktionsstandort nach Remshalden-Geradstetten verlegt. Anfang der 1970er Jahre erweiterte Frigeo seine Produktpalette mit dem „Brauselolly“.
Im Jahr 2002 übernahm Katjes das Unternehmen Frigeo. Das Sortiment wurde erweitert, so wurden Gummibonbons und Lollys unter dem Markennamen angeboten. Nach Unternehmensangaben werden am Standort Remshalden inzwischen (Stand 2009) jährlich 200 Millionen Packungen des Stoffes für Getränke produziert.

## Produkte
Bekannte Geschmacksrichtungen sind Cola, Waldmeister, Himbeere, Orange und Zitrone. Zusätzlich zum Brausepulver, das man mit Wasser gemischt als Getränk verwenden kann, gibt es unter anderem Brausebrocken, Brausetabletten, die den PEZ-Tabletten ähneln, und Bonbons, bei welchen das Brausepulver im Inneren eingeschlossen ist. Seit Mai 2017 gibt es das fertige Brausegetränk in 0,33-Liter-Dosen. Außerdem werden verschiedene Sorten Gummibärchen sowie Brause-Waffel-Erzeugnisse angeboten. Weiterhin sind Brause-Flips (mit Puffreis und Mais) erhältlich. Verschiedene Sorten portioniertes Speiseeis in Waffel, am Stiel oder im Becher sind ebenso im Angebot.

## Zubereitung und Verzehr
Ahoj-Brause wird als Getränkepulver vermarktet. Auf der Rückseite der Verpackung in der Zubereitungsanweisung steht folgendes:
„Zur Herstellung eines herrlich frischen Brausegetränkes in der Geschmacksrichtung […] mit einer Zuckerart und Süßungsmitteln. Ahoj-Brausepulver in 0,2 Liter kühlem Wasser (Mineralwasser) aufzischen lassen und sofort in vollen Zügen genießen.“ Das Pulver wird jedoch oft einfach pur konsumiert.
Eine bekannte Verwendung ist der „Wodka Ahoj“: Das Brausepulver wird in den Mund gestreut und ein Glas Wodka hinterhergegossen. Durch heftiges Schütteln des Kopfes werden Pulver und Wodka in der Mundhöhle vor dem Schlucken vermischt.